# Marc Leemans (syndicalist)
Marc Leemans (Steenhuffel, 5 maart 1961) is een Belgisch syndicalist van het ACV.

## Levensloop
Marc Leemans studeerde in 1982 af als maatschappelijk adviseur aan het Hoger Instituut voor Sociaal en Cultureel Werk – Arbeidershogeschool te Anderlecht. Onmiddellijk daarna ging hij aan de slag bij het ACV als medewerker van de Studie- en Vormingsdienst van de Christelijke Centrale voor Mijnnijverheid, Energie, Chemie en Leder. Sedert 2002 de ACV-beroepscentrale Energie en Chemie genoemd, waarvan hij in 1996 nationaal secretaris werd. Eind 1999 werd hij nationaal secretaris van het ACV. Op 1 januari 2012 volgde hij Luc Cortebeeck op als voorzitter van het ACV.
Leemans was ook lid van de Nationale Arbeidsraad waar onderhandeld wordt over de nationale cao's. Daarnaast was hij lid en voorzitter van de algemene raad van de CREG, de Commissie voor de Regulering van de Elektriciteit en het Gas, en lid van de raad van bestuur van het Federaal Agentschap voor Nucleaire Controle (FANC). Verder was hij vanaf mei 2012 lid van de regentraad van de Nationale Bank van België.
In 2023 kondigde hij aan dat hij op 1 januari 2024 het voorzitterschap zou doorgeven. Er ontstond controverse omdat hij gebruik zou maken van brugpensioen door zich eerst te laten ontslaan, wat zou kunnen geïnterpreteerd worden als een vorm van misbruik van de sociale zekerheid. Ann Vermorgen volgde hem op.